# Пальмета

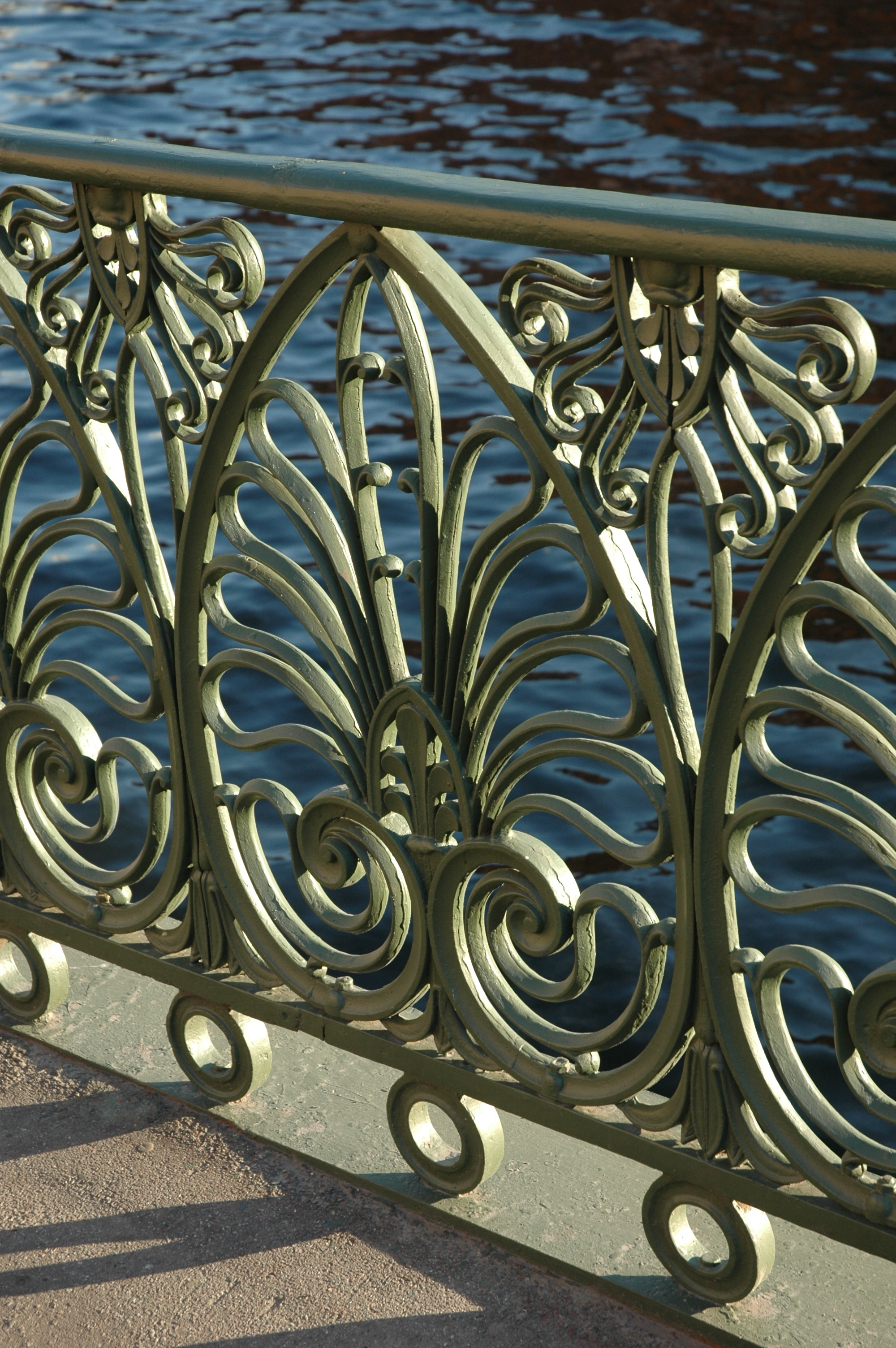
Пальмети металевої огорожі, Петербург.

Пальме́та (від фр. palmette — «пальмова гілка») — живописний або скульптурний орнаментальний елемент у вигляді віялоподібних пучків вузьких листків (листа пальмового дерева, квітки аканта або жимолості), яких нараховується непарна кількість і вони розташовані симетрично, доповнюючись внизу волютами. Складається з двох проєкцій: вигляд квітки збоку і половина вигляду зверху. У різні часи і у різних народів змінювалися рослини (пальма, лотос, акант, троянда тощо), характер стилізації та пропорції зображень. Був поширений в єгипетській і елліністичній архітектурі — як антефікси, в завершеннях пам'ятних стел і надгробків, в капітелях іонічних і коринфських колон, в прикрасах карнизів. Широко використовувався для декорації фризів, стін, фронтонів.
Існує так звана паркова пальмета — стилізований рослинний мотив відповідної форми у парковому партері або біля його межі.
Вперше мотив пальмети зародився в Стародавньому Єгипті і являв собою стилізовану віялоподібну квітку лотоса; зафіксовані різні типи єгипетських пальмет — прості, з одиночним квіткою; поодинокі з мотивом висхідного сонця; китиці з квіток; квітка або пальмова гілка, що спираються на сувій. З Єгипту мотив пальмети поширився на Крит, в Межиріччі і Персії, де знайдено одні з найбільш ранніх зразків пальмети, ймовірно, засновані на стародавніх єгипетських мотивах.

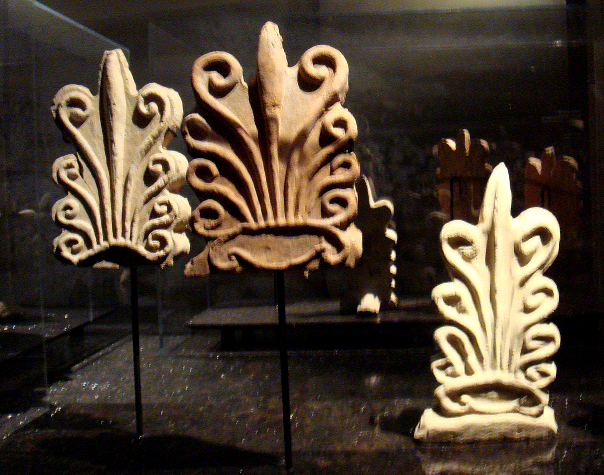
Дев'ятилистна пальметта. Афганістан, II ст. до н.е.
Види пальмети
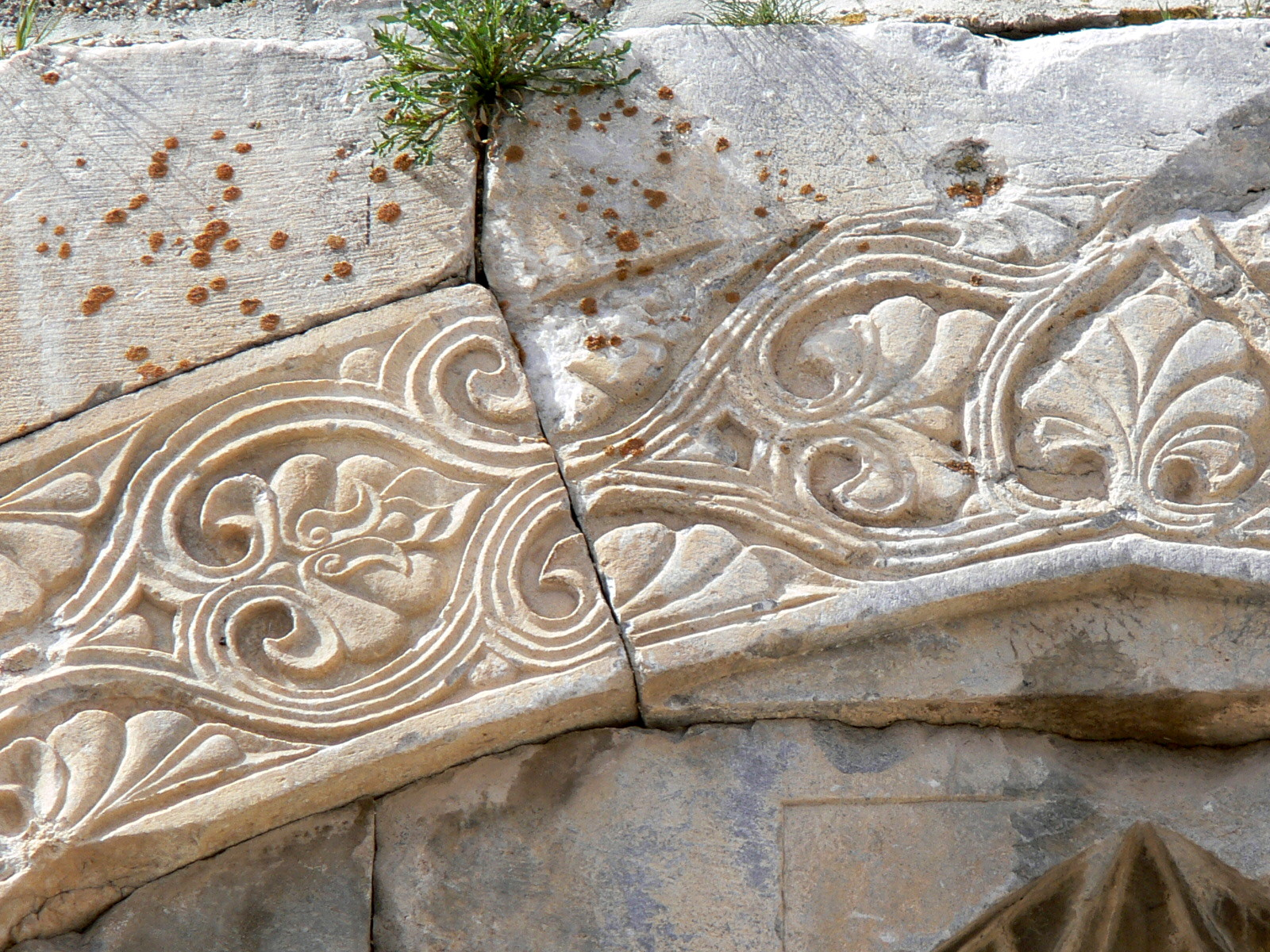
Каравансарай Аксарай, Туреччина. Пальмети на північному порталі.